# Smittium inexpectans
Smittium inexpectans är en svampart som beskrevs av L.G. Valle & Santam. 2004. Smittium inexpectans ingår i släktet Smittium och familjen Legeriomycetaceae.   Inga underarter finns listade i Catalogue of Life.